# 李肇特
李肇特（1913年—2006年），男，四川巴县人，中国组织学与胚胎学家、医学教育家，曾任北京医科大学教授、博士生导师。